# The Trail Rider
The Trail Rider is een Amerikaanse western uit 1925 onder regie van W.S. Van Dyke.

## Verhaal
De revolverheld Tex Hartwell redt een oude schoenlapper uit de klauwen van de corrupte bankier Jim Mackey. Die bankier geeft zijn handlangers de opdracht om Hartwell van kant te maken. Hij wordt in dienst genomen op de boerderij van Dee Winch, die last heeft van een bende veedieven onder leiding van Mackey.

## Rolverdeling
| Acteur         | Personage       |
| -------------- | --------------- |
| Buck Jones     | Tex Hartwell    |
| Nancy Deaver   | Sally McCoy     |
| Lucy Fox       | Fanny Goodnight |
| Carl Stockdale | Jim Mackey      |
| Jack McDonald  | Dee Winch       |
| George Berrell | Oom Boley       |
| Jack Rollens   | Ollie           |
| Will Walling   | Malcolm Duncan  |